# Братиславска лира
Братиславска лира је био чехословачки фестивал популарних песама који се одржавао сваке године од 1966. до 1990. године и одржавао се у Братислави. Обновљена је 1997. али је поново отказана 1998.

## Историја
Идеја за фестивал настала је између 1964. и 1965. од стране композитора Јана Сивачека и Павела Зеленаја, који су га и организовали. Манифестација је први пут одржана 1966. године у Парку културе и рекреације (PKO), под називом Medzinárodný festival tanečnej piesne Bratislavská lýra (Међународни фестивал плесне песме Братислава Лира), а звук је обезбедио Словачки радио (касније Чешко-Словачки радио). Победници су добили награду под називом Братиславска лира, која је такође постала ново име фестивала 1968.
Поред злата, сребра и бронзе, друге награде укључују Zlatý kľúč (Златни кључ) за међународне такмичаре. Категорије су се састојале од Награда критике, Награда новинара, Награда публике, Популарна награда и Награда за животно дело.
Међу значајним победницима у првој години манифестације били су познати чешки певач Карел Гот, заједно са композиторима Виерославом Матушиком и Елишком Јелинковом, за песму Mám rozprávkový dom. Током година постојања, фестивал је показао таленат неких од највећих музичких звезда у Чехословачкој, као и разних међународних познатих личности, укључујући The Beach Boys (1969), Клиф Ричард (1970, 1971),  Boney M. (1977), Smokie (1983), Донован (1983) и Џо Кокер (1998 – последња година оживљавања догађаја).
Фестивал је 1975. године добио награду Међународне федерације фестивалских организација (FIDOF), чиме је био тек четврти фестивал у свету који је добио ово признање, а први у Социјалистичком блоку.
Братиславска лира је укинута 1990, након Плишане револуције. Диригент и музички директор Владимир Валович купио је заштитни знак 1996. године и оживео фестивал следеће године. Издање из 1997. коришћено је за одабир словачког представника за Песму Евровизије 1998. године. Још једном је отказан 1998. године, због недостатка финансијске подршке и спонзорстава. Од 2006. Валович је још увек имао планове да поново покрене догађај касније. 19. октобра 2016. године, педесет година након првог издања, у Братислави је одржан гала концерт Lýra 50 Mám rozprávkový dom, уз учешће бивших победника и учесника фестивала.

## Контроверзе
Године 1989, Џоун Бајз је позвала Ивана Хофмана, који је снимио антикомунистичку песму Nech mi nehovoria (Престани да ми говориш), да изађе на сцену. Након отприлике једног минута, организатори су му искључили микрофон.